# شوارغة الأرز
شوارغة الأرز (بالكردية: Şewarga‏) هي قرية سوريّة تتبع إداريّاً لمحافظة حلب منطقة عفرين ناحية مركز عفرين، بلغ تعداد سكانها 383 نسمة حسب التعداد السكاني لعام 2004.